# NigaHiga
NigaHiga，本名為瑞安·比嘉（英語：Ryan Higa，1990年6月6日—），出身於美國夏威夷希洛，是一名琉球裔美国人。
Higa在YouTube建立了一个頗受歡迎的個人頻道，有的影片是他獨自出演，有的是則与吴凯文或其他的好友合作，總瀏覽量高達30億次。2009年至2011年，他的主频道曾經有过连续677日的YouTube最高訂閲者量，是繼PewDiePie之後持有該紀录時間最長的频道。截至2017年8月底，他的频道訂閲者高達2000萬人，在YouTube個人频道被訂閲量排行第六位。
Higa通常在每个星期都会上傳一段影片。他對自己的影片的品質要求極高，内容更是包罗万象，包括演戲、歌唱、动漫、武术等。他坚持不在影片裡说髒話，保持其頻道的兒童友善性質。

## 個人及家庭
父親為温德尔·比嘉，母親為露·比嘉，其2008年於夏威夷Waiakea高中畢業，並前往內華達大學拉斯維加斯分校就讀放射醫學，後來因為個人興趣又轉讀電影專科。
Ryan的母親形容他個性安靜保守，但是在鏡頭前常展現忍者的身手，講話速度之快給人過動的形象。瑞安本身確實有注意力缺陷過動症（A.D.H.D.），因此還製作了一系列「Off The Pill」影片，在影片中強調他拍片時並沒吃藥，並以幽默的方式大聲說出別人不敢說的想法，展現出另一種性格。
此外在Skitzo（小品苏）（skitzophrenia；精神分裂症的簡稱）系列，瑞安更一人分飾多角，除了他自己，還扮演了有黑幫味的R-dizzle、加拿大人Hanate和笨妹Regina(里贾纳)。據瑞安本人在影片中所述，Regina是他根據他的表/堂妹所創造的原創角色。

## Youtube成名
2006年，還在夏威夷就讀高中（Waiakea High School）的瑞安因為無聊便和好友肖恩·藤吉隨手拍攝兩人的對嘴錄唱，又因為懶惰，Ryan把本來想帶去和朋友分享的影片透過網路傳上Youtube供友人點閱，沒想到竟意外爆紅，進而開始錄製一系列的對嘴錄唱爆笑影片，也因此開啟他的成名之路。
隨後兩人又在2007年拍攝了「如何」系列，這時已從對嘴錄唱轉成爆笑短劇。影片中有時會有其他朋友的參與，如蒂姆·伊诺斯、瑞安·维拉尔泽、凯尔·春，團名為「亚博船员」。
2008年的平安夜，兩支最受歡迎的影片－如何成为黑帮和如何成为书呆子，因背景音樂侵犯版權而遭移除。2009年1月21日，Ryan的YouTube帳號「nigahiga」被暫時停用，除了你很漂亮之外，其它影片幾乎都因版權因素而被刪除。Ryan自拍了受版权保护的影片談論和自嘲這件事情。Ryan目前在主頻道只補上了如何成为黑帮、如何成为情绪和如何成为忍者。
目前Ryan影片中所使用的音樂多出自於他本身的創作，而亚博船员的團員在Ryan到美國本土就讀大學後，就較少出現在影片中，只有在肖恩回到故鄉夏威夷時，才可偶而看到他們出現。
影片片尾的「TEEHEE」則為Ryan Higa的招牌標語，最後成為他網路商城系列商品的標誌之一。

### YouTube次頻道
2009年4月17日，Ryan成立了另一個Youtube頻道「Higa TV」，該頻道的影片主要為一些想上傳分享，會放一些主頻道的幕後影片BTS(Behind The Scenes)。

### 著名的合作影片
在NigaHiga的頻道上，常看到Ryan和其他YouTube名人的合作影片。2010年，Ryan和吳凱文（华裔美國人，同為Youtube爆笑短片的網路名人「KevJumba」）合作了一個系列影片，Ryan在影片中飾演舞團團長Rave，在片中與他的成員Pong（吳凱文飾）共組舞團「Best Crew」，舞團最後一位成員則是由網路名人David Choi（韓裔美國人，著名的網路歌手）飾演。
在林書豪風靡全球前，Ryan也曾與他拍攝過YouTube短片「Daily Life of a Basketballer」和「How to Get into Harvard ft. Ryan Higa」。

### YTF Legacy
YTF Legacy為Ryan和好友在2011年組成的表演團體，團員有Ryan Higa、Dominic "D-Trix" Sandoval、Victor King、Chester See、Andrew Garcia、JR Aquino，而吴凯文則在2012年退團。
「YTF」全名為Yesterday, Today, Forever，代表的意義為：
|  | Yesterday is in the past.（昨日已經過去） Today you have a choice.（今日還有選擇） Forever is up to you.（永恆由你決定） |

團體成員曾到美國各地巡迴演出，在表演中各展長才，Ryan則大多負責主持的部分。
jeffreyfever might be a new member is the future

### BgA韓團
BgA 全名為Boys generally Asians(普遍上是亞洲男孩)，於2016/05/13發行第一支單曲《Dong Saya Dae（页面存档备份，存于）》(韩語翻繹: 我要大便)，整首歌曲歌詞都是韓文，歌詞的意思非常無厘頭。成員除了Ryan自己外，還有David Choi, Justin Chon, Philip Wang, Jun Sung Ahn, 另外還有客串至MV秀舞技的Kinjaz。此首單發行後，最高曾在iTunes 的 KPop排行榜排行第2，僅次於BTS的《Save Me》。應許多粉絲要求，原本為一次性的團體又聚集在一起，在2017年3月25日發行第二支單曲《Who's It Gonna Be》。虽仍含量搞笑成分, 但相較前一支單曲，这首歌的歌詞、曲風都較為認真。

## Niga Higa的電影
2008年，洛杉磯製作人Richard Van Vleet幫忙製作並執導了Ryan的第一部電影《Ryan and Sean's Not So Excellent Adventure》。這部影片在2008年11月14日上映，僅在加州和夏威夷播放，隔年7月14日發行了電影的DVD。
《Ninja Melk》則是另一部Ryan和朋友製作的迷你電影，片長為26分鐘。Melk取自Milk（牛奶）的諧音。
《Agents of Secret Stuff》是Ryan和Wong Fu Productions（王夫製片小組）合作的迷你電影，2010年11月24日發表於Ryan的YouTube頻道。吳凱文（KevJumba）也參與影片製作，而Smosh和D-trix則是參與演出。

## YOMYOMF頻道
2012年夏季，Ryan Higa、吳凱文和Chester See一同合作新開了一個YouTube頻道：YOMYOMF，希望連結YouTube和主流媒體。YOMYOMF的全名為「You Offend Me, You Offend My Family」，為李小龍的經典名言。頻道中，Chester和Ryan共同主持了Internet Icon，內容為YouTube影片競賽以及選秀。